# 燕石猷
燕石 猷（えんせき ゆう、 1901年（明治34年）12月22日 - 1974年（昭和49年）11月9日）は、日本の詩人。本名は岸野 知雄。

## 来歴
東京市本所区（現・東京都墨田区）に生まれる。東京府立第三中学校（現・東京都立両国高等学校）を経て、東京商科大学（現・一橋大学）在学中から日夏耿之介に師事し、1922年同大学予科を卒業した。
1925年に同大学本科2年を修了後、三省堂に入社し、同社資料室長、営業部長などを務めた。
蒐集したウィリアム・バトラー・イェイツ初版本を含むアイルランド文学関連のコレクションは一橋大学附属図書館に岸野文庫として収蔵された。

## 詩集
- 『光塵 : 燕石猷詩集』新樹社 1964年
- 『斜影 : 遺稿詩集』岸野ミエ子 1975年